# Установа за децу „Марија Мунћан” Мајданпек
Установа за децу „Марија Мунћан” Мајданпек је предшколска установа отворена 1970. године.
Данас установа има два објекта у Мајданпеку, један у Доњем Милановцу, као и издвојена одељења у селима у којима је преко три стотине малишана различитих узрастних група. 